# Takehiro Tomiyasu
Takehiro Tomiyasu (jap. 冨安 健洋, Tomiyasu Takehiro; * 5. November 1998 in Fukuoka) ist ein japanischer Fußballspieler.

## Karriere

### Verein
Tomiyasu kommt aus der Jugend der Sanchiku Kickers. Er spielte ab 2009 für Avispa Fukuoka und gehörte dort von 2015 bis 2017 zum Profikader. Im Januar 2018 folgte der Wechsel zur VV St. Truiden und im Sommer 2019 schloss er sich dem italienischen Verein FC Bologna an.
2021 wechselte er zum FC Arsenal in die englische Premier League. In der Saison 2021/22 bestritt er 21 von 35 möglichen Ligaspielen sowie ein Ligapokalspiel für Arsenal.
Nach einer längeren Verletzungsphase vermeldete Arsenal nach dem Ende der Saison 2024/25 die einvernehmliche Vertragsauflösung mit Tomiyasu.

### Nationalmannschaft
Mit der japanischen Nationalmannschaft qualifizierte er sich für die U-20-Fußball-Weltmeisterschaft 2017.
Am 12. Oktober 2018 debütierte Tomiyasu für die japanische Fußballnationalmannschaft in einem Freundschaftsspiel gegen Panama. Bei der Asienmeisterschaft 2019 stand er in allen Spielen für die japanische Nationalmannschaft auf dem Platz und wurde am Ende Vize-Asienmeister.

## Errungene Titel
- U-19-Fußball-Asienmeisterschaft: 2016